# 多蘿西亞·蘇珊 (普法爾茨-錫門)
多蘿西亞·蘇珊（德語：Dorothea Susanne，1544年11月15日—1592年4月8日），薩克森-威瑪公爵夫人，普法爾茨選侯腓特烈三世的女兒。

## 家庭
1560年，多蘿西亞·蘇珊與薩克森的約翰·威廉結婚，兩人共有2子2女：
1. 腓特烈·威廉（1562年—1602年）
2. 希比爾·瑪麗（1563年—1569年），夭折
3. 約翰二世（1570年—1605年）
4. 瑪麗亞（1571年—1610年）